# Дедеагач (дем)
 Тази статия е за административната единица.  За града, който е неин център, вижте Дедеагач.  
Дедеагач (на гръцки: Δήμος Αλεξανδρούπολης, Димос Александруполис) е дем в област Източна Македония и Тракия, Егейска Македония, Гърция. Център на дема е едноименният град Дедеагач (Александруполи).

## Селища
Дем Дедеагач е създаден на 1 януари 2011 година след обединение на три стари административни единици – демите Дедеагач, Траянуполи и Фере по закона Каликратис.

### Демова единица Дедеагач
Според преброяването от 2001 година демът има 52 720 жители и в него влизат следните демови секции и селища:
- Демова секция Дедеагач
  - град Дедеагач (Αλεξανδρούπολη)
  - село Агнандия (Αγνάντια)
  - село Амфитрити (Αμφιτρίτη)
- Демова секция Дервент
  - село Дервент (Άβαντας, Авандас)
  - Еникьой – Ιάνα, Яна
  - Гара и село Бадома (Ποταμός Σταθμός – Potamos station)
- Демова секция Доганхисар
  - село Доганхисар (Αισύμη, Есими)
  - село Лептокария (Λεπτοκαρυά, старо Фундуджик)
- Демова секция Кирки
  - село Кирки (Кърка, Κίρκη)
- Демова секция Макри (1674)
  - село Макри (Μάκρη)
  - село Дикела (Δίκελλα)
  - село Енато (Έννατο)
  - Макрийски манастир „Успение Богородично“ (Κοίμηση Θεοτόκου)
  - село Месимврия (Μεσημβρία)
  - село Панорама (Πανόραμα)
  - село Паралия Дикелон (Παραλία Δικελλών)
  - село Плака (Πλάκα)
- Демова секция Чобанкьой (890)
  - село Чобанкьой (или Чобан, Συκορράχη, Сикорахи)
  - село Атарни (Ατάρνη)
  - село Авра (Αύρα)
  - село Комарос (Κόμαρος)
  - село Мести (Μέστη)
  - село Перама (Πέραμα)
  - село Гара (Σταθμός)

### Демова единица Траянуполи
По данни от преброяването от 2001 година населението на дем Траянуполи (Δήμος Τραϊανούπολης) е 3335 души и в него влизат следните общински секции и села:
- Демова секция Антия

- село Антия (Άνθεια, предишно Борисово, старо Шаинлар, Шеинлар) (862)
- село Бейкьой (Αρίστηνο, Аристино)

- Демова секция Дорико

- село Дорико (Δωρικό)
- село Аетохори (Αετοχώρι)

- Демова секция Лъджакьой

- село Лъджакьой (Λουτρός, Лъджакьой)
- село Лутра Траянуполеос (Λουτρά Τραϊανουπόλεως)
- село Певка (Πεύκα)

- Демова секция Домуздере

- село Домуздере (Νίψα, Нипса) (466)

### Демова единица Фере
Според преброяването от 2001 година дем Фере (Δήμος Φερών) има 9839 жители и в него влизат следните демови секции и селища:
- Демова секция Фере

- село Фере (Φέρες)
- село Порос (Πόρος)

- Демова секция Ардани

- село Ардани (Αρδάνι)

- Демова секция Дорискос

- село Дорискос (Δορίσκος)
- село Керемидли (Μοναστηράκι)

- Демова секция Кависос

- село Кависос (Καβησός)

- Демова секция Мерхамли

- село Мерхамли (Πέπλος)
- село Врисула (Βρυσούλα)
- село Гемисти (Γεμιστή)
- село Кипи (Κήποι)

- Демова секция Торбали

- село Торбали (Πυλαία)
- село Кила (Κοίλα)
- село Балъкьой (Μελία, Мелия)

- Демова секция Трифили

- село Трифили (Τριφύλλι)
- село Итеа (Ιτέα)